# Grb Papue Nove Gvineje
Grb Papue Nove Gvineje sadrži rajsku pticu iznad tradicionalnog koplja, ispod čega je natpis na engleskom: Papua New Guinea. Crvena i crna tradicionalne su boje papuanskih plemena.